# Massimo d'Azeglio
Massimo d'Azeglio, ou Massimo Taparelli d'Azeglio (Turim, 24 de outubro de 1798 – Turim, 15 de janeiro de 1866), era um estadista piemontês-italiano, romancista e pintor. Ele foi primeiro-ministro da Sardenha por quase três anos, até que seu rival Camillo Benso, o conde de Cavour o sucedeu. D'Azeglio era um liberal moderado que esperava uma união federal entre os estados italianos. Como primeiro-ministro, ele consolidou o sistema parlamentar, fazendo com que o jovem rei aceitasse seu status constitucional, e trabalhou duro por um tratado de paz com a Áustria. Embora fosse um católico romano, ele introduziu a liberdade de culto, apoiou a educação pública e procurou reduzir o poder do clero nos assuntos políticos locais. Como senador, após a anexação das Províncias Unidas da Itália Central, Azeglio tentou reconciliar o Vaticano com o novo Reino italiano. Seu irmão Luigi Taparelli d'Azeglio era um padre jesuíta.

## Carreira política inicial

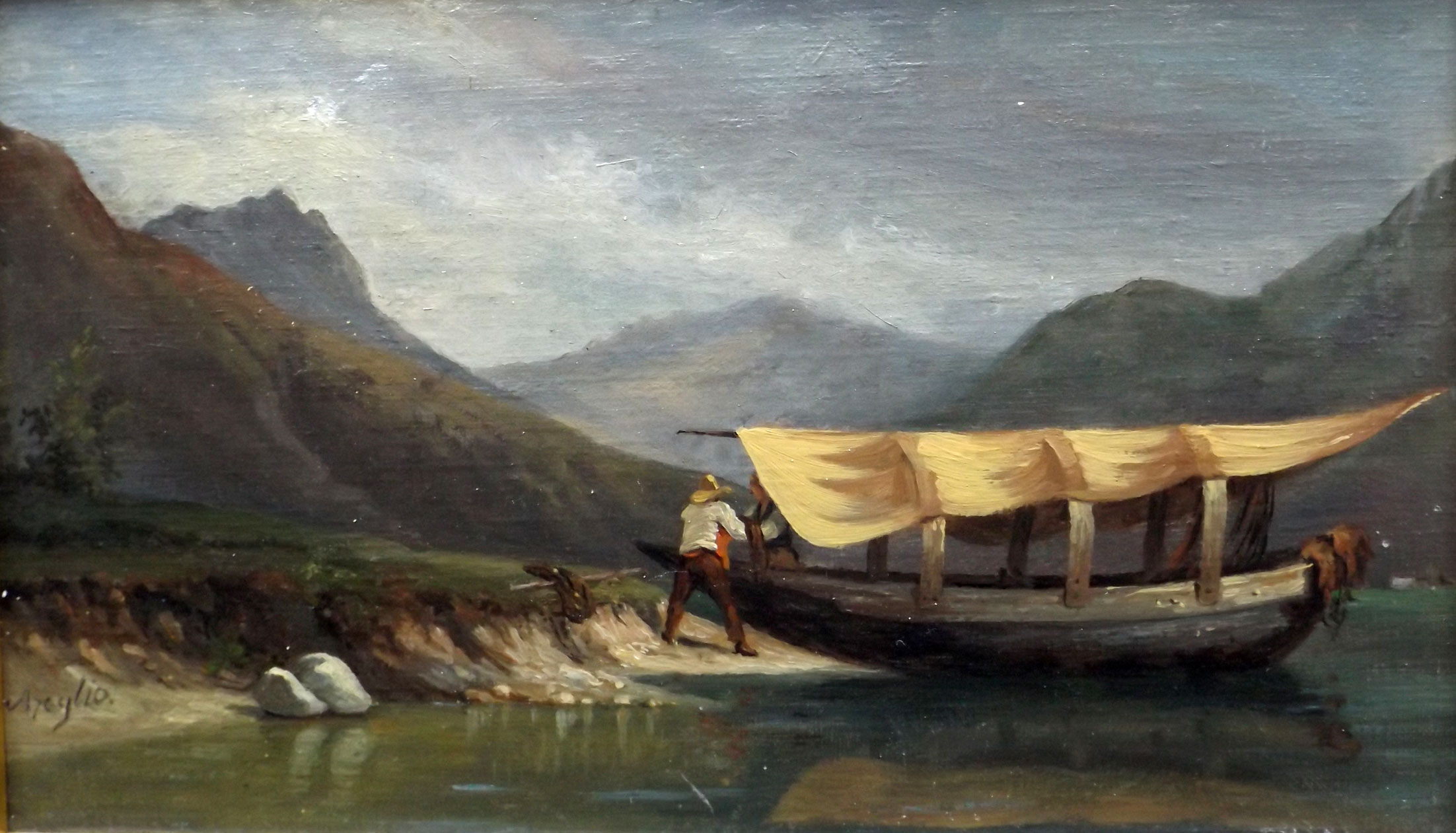
M. d'Azeglio: Vida no lago com barco

Ele levou uma vida abstêmia em Roma, mantendo-se pintando paisagens românticas que frequentemente incluíam temas históricos. Ele também pintou cenas para uma ópera de autoria própria. Em 1830 ele retornou a Turim e, após a morte de seu pai em 1831, mudou-se para o Milão. Morou 12 anos em Milão, ingressou no meio literário e artístico da cidade e, em 1834, ajudou a organizar o salão Salotto Maffei, dirigido por Clara Maffei. Tornou-se íntimo do romancista Alessandro Manzoni, com quem se casou com a filha. Nesse ponto, a literatura em vez da arte tornou-se sua ocupação principal; ele produziu dois romances históricos, Niccolò dei Lapie Ettore Fieramosca, em imitação de Walter Scott. Os romances tinham um forte contexto político, com d'Azeglio objetivando ilustrar os males da dominação estrangeira na Itália e reavivar o sentimento nacional.
Em 1845, d'Azeglio visitou Romagna como enviado político não autorizado, para relatar sobre suas condições e os problemas que ele previu que iriam eclodir com a morte do Papa Gregório XVI. No ano seguinte, ele publicou seu famoso panfleto Degli ultimi casi di Romagna em Florença; em conseqüência disso, ele foi expulso da Toscana. Ele passou os meses seguintes em Roma, compartilhando o entusiasmo geral sobre o suposto liberalismo do novo papa, Pio IX; como Vincenzo Gioberti ele acreditava em uma confederação italiana sob os auspícios papais e se opunha à ala radical do Partido Liberal. Sua atividade política aumentou e ele escreveu vários outros panfletos, entre os quais I lutti di Lombardia (1848).
Com a eclosão da primeira guerra de independência, d'Azeglio vestiu o uniforme papal e participou, sob o comando do general Durando, na defesa de Vicenza, onde foi gravemente ferido. Ele se retirou para Florença para se recuperar, mas como se opôs aos democratas governantes, foi expulso da Toscana pela segunda vez. Ele era agora um homem famoso e, no início de 1849, Charles Albert, rei da Sardenha, o convidou para formar um gabinete. Percebendo quão impossível era renovar a campanha, mas "não tendo ânimo para assinar, em tão miseráveis condições internas e externas, um tratado de paz com a Áustria" (Correspondance politique, de E Rendu), recusou.

## Primeiro Ministro da Sardenha

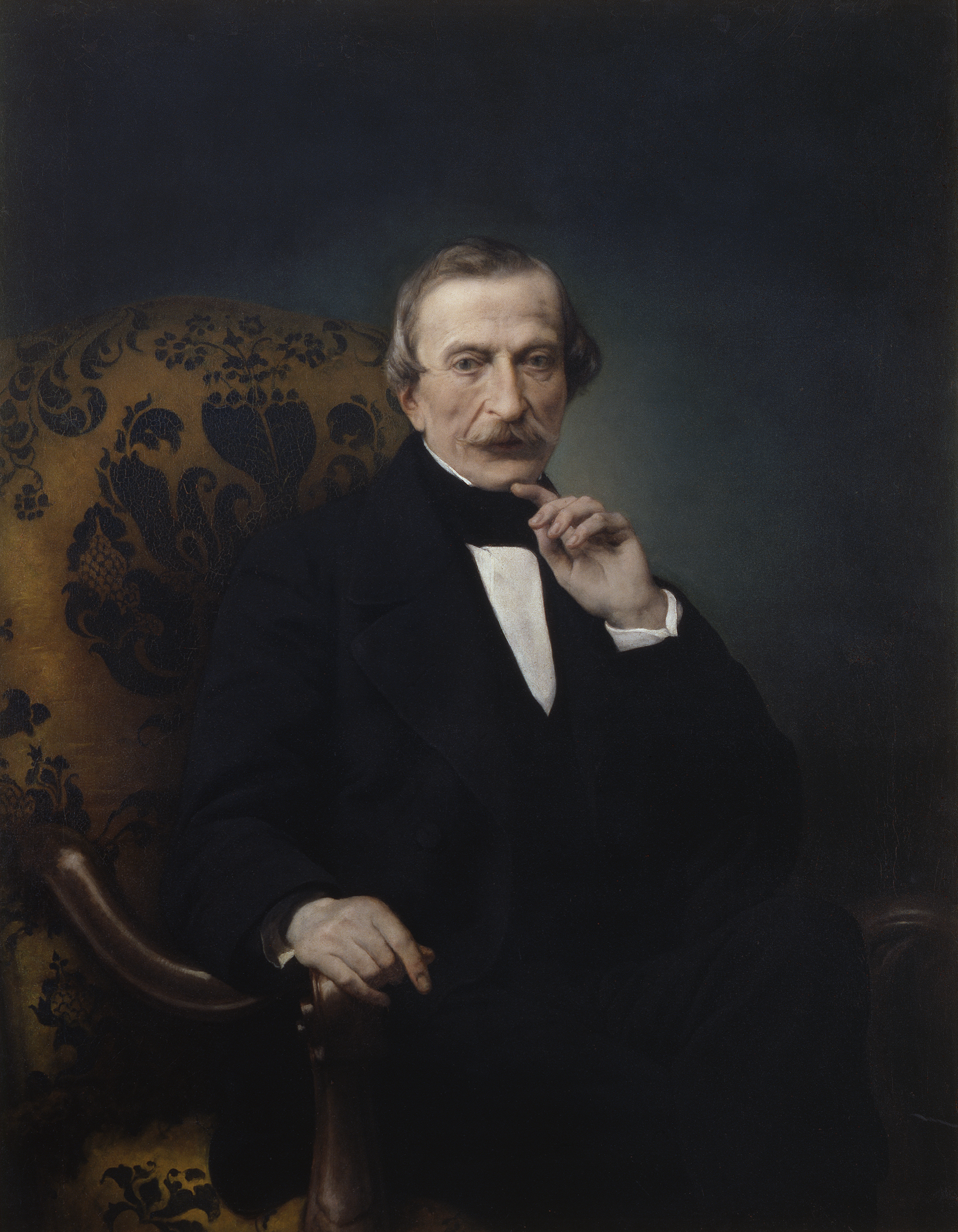
Massimo D'Azeglio retratado por Francesco Hayez (1860).

Após a derrota na Batalha de Novara (23 de março de 1849), Charles Albert abdicou e foi sucedido por Victor Emmanuel II. D'Azeglio foi novamente chamado para formar um gabinete; desta vez, embora a situação fosse ainda mais difícil, ele aceitou, concluiu um tratado de paz, dissolveu a Câmara e convocou uma nova para ratificá-la. O tratado foi aceito e d'Azeglio continuou no cargo pelos três anos seguintes. Enquanto todo o resto da Itália foi vítima do despotismo, no Piemonte o rei manteve a constituição intacta em face de uma onda geral de reação. D'Azeglio conduziu os negócios do país com tato e habilidade e melhorou suas relações diplomáticas. Com seu principal assessor, Cavour, assumindo a liderança, a legislação aprovada enfraqueceu os poderes da Igreja de possuir terras, controlar as escolas e supervisionar as leis de casamento. Quando os bispos protestaram, foram punidos ou exilados, inspirando elementos anticlericais liberais em toda a Itália.
Ele convidou o conde Camillo Cavour, então um jovem político em ascensão, para entrar no ministério em 1850. Cavour e Farini, também membro do gabinete, fizeram certas declarações na Câmara (maio de 1852) que conduziram o ministério na direção de uma aliança com Rattazzi e a esquerda. D'Azeglio desaprovou isso e renunciou ao cargo, mas a pedido do rei formou um novo ministério, excluindo Cavour e Farini. Em outubro, no entanto, devido a problemas de saúde e insatisfação com alguns de seus colegas, e por outras razões não muito claras, ele renunciou mais uma vez e se aposentou, sugerindo ao rei que Cavour deveria ser seu sucessor.

## Aposentadoria

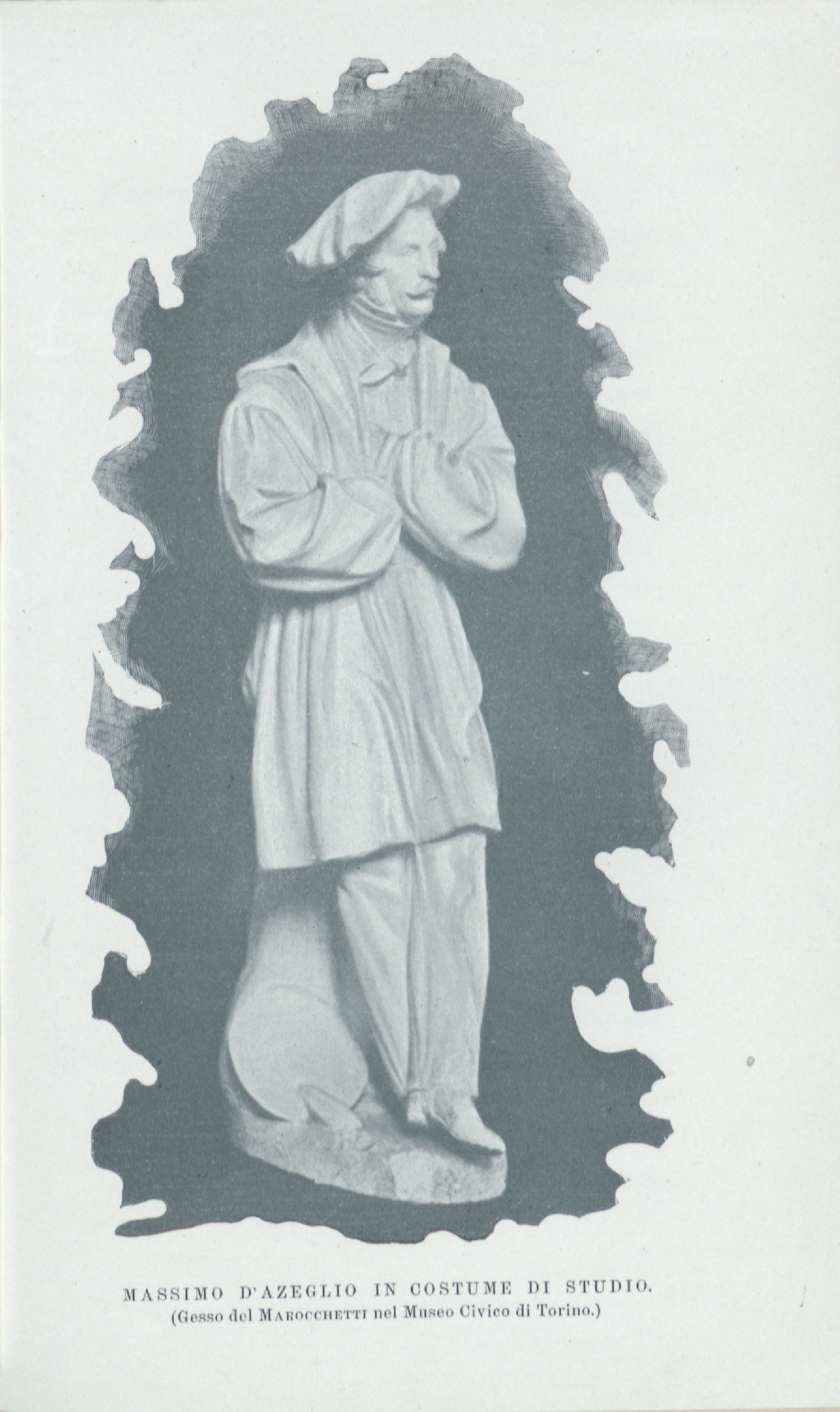
Massimo d'Azeglio (Museo Civico di Torino).

Nos quatro anos seguintes, viveu modestamente em Turim, dedicando-se mais uma vez à arte, embora também tenha continuado a ter um interesse ativo pela política. Cavour continuou a consultá-lo. Em 1855, d'Azeglio foi nomeado diretor da galeria de arte de Turim. Em 1859, ele recebeu várias missões políticas, incluindo uma em Paris e Londres para preparar a base para um congresso geral das potências sobre os assuntos italianos. Quando a guerra entre o Piemonte e a Áustria parecia inevitável, ele retornou à Itália e foi enviado por Cavour como comissário real à Romagna, de onde as tropas papais haviam sido expulsas.
Depois da paz de Villafranca, d'Azeglio foi chamado de volta com ordens de retirar as guarnições piemontesas, mas viu o perigo de permitir que as tropas papais reocupassem a província e, após uma luta severa, deixou Bolonha sem as tropas e entrevistou o rei. Este último aprovou sua ação e disse que suas ordens não haviam sido expressas com precisão; assim Romagna foi salva. Nesse mesmo ano, d'Azeglio publicou um panfleto em francês intitulado De la Politique et du droit chrétien au point de vue de la question italienne, com o objetivo de induzir Napoleão III a prosseguir a sua política pró-italiana. No início de 1860, Cavour o nomeou governador de Milão, evacuado pelos austríacos após a batalha de Magenta, posição que ocupou com grande habilidade. No entanto, desaprovando a política do governo em relação à campanha de Garibaldi na Sicília e em considerar inoportuna a ocupação pelo Piemonte do reino de Nápoles, ele renunciou ao cargo.
 

As mortes de seus dois irmãos em 1862 e de Cavour em 1861 causaram grande dor a d'Azeglio; posteriormente ele levou uma vida relativamente aposentado, mas continuou a fazer parte da política, tanto como deputado quanto como escritor, seus dois principais assuntos de interesse sendo a questão romana e as relações do Piemonte (agora o reino da Itália) com Mazzini e os outros revolucionários. Em sua opinião, a Itália precisava ser unificada por meio apenas do exército franco-piemontês, evitando qualquer conexão com os outros exércitos. Ele continuou a defender que o papa deveria desfrutar de soberania nominal sobre Roma com total independência espiritual, com a capital da Itália sendo estabelecida em outro lugar, mas os romanos sendo cidadãos italianos. Ele desaprovou veementemente a convenção de 1864 entre o governo italiano e o papa. Nos últimos anos de d'Azeglio ele escreveu suas próprias memórias. Ele morreu de febre em Turim em 15 de janeiro de 1866.